# 星之站
星之站（日语：／ Hoshino eki */?）是位於兵庫縣神戶市灘區，神戶房屋及城市發展公社摩耶索道的車站。

## 概要
此站相當於摩耶索道的山上站。兩樓設有餐廳「MAYA★TERRACE」。另外，車站大樓內設有郵筒。廁所位於車站大樓內。
站前設有展望廣場掬星台，該處成為了日本三大夜景之一。站前設有以磷光石鋪成的行人路「摩耶★閃亮小徑」。在晚上，磷光石會發光，顯示出星座的圖案。這些磷光石會以「瑪雅石」，於星之站發售。

## 歷史
- 1955年7月12日 - 神戶市交通局「奧摩耶索道」的「摩耶山上站」啟用。
- 1977年7月1日 - 由神戶市都市整備公社（現時：神戶房屋及城市發展公社）接管。
- 1995年1月17日 - 阪神大地震使車站受損暫停服務。
- 2001年3月17日 - 由神戶市都市整備公社經營的摩耶纜索線重開。車站名稱改為現名。

## 車站周邊
- 摩耶山
- 掬星台
- 摩耶自然觀察園（日语：摩耶自然観察園）
- 忉利天上寺（日语：忉利天上寺）
- 摩耶山發射站（日语：摩耶山送信所）

## 巴士路線
- 六甲摩耶空中穿梭巴士（日语：六甲摩耶スカイシャトルバス）[1]
- 阪急巴士（日语：阪急バス）表六甲線（日语：阪急バス芦屋浜営業所#六甲線（表六甲線））[2]

## 相鄰車站
神戶房屋及城市發展公社
摩耶索道
虹（虹之站）－星之站

## 注腳
1. ↑  路線圖 （页面存档备份，存于）（日語）
2. ↑  運行系統図（六甲線）｜路線バス｜阪急バス （页面存档备份，存于）（日語）

## 外部連結
- 摩耶View Line - 六甲・摩耶空中散歩 （页面存档备份，存于）（日語）